# Rasharkin
Rasharkin (Iers: Ros Earcáin) is een plaats in het noorden van het historische graafschap Antrim in Noord-Ierland. Rasharkin telde in 2011 1.114 inwoners. Van de bevolking is 26% protestant en 73,5% katholiek.